# Partit del Creixement
El Partit del Creixement (en rus: Партия Роста) fou un partit polític rus de centredreta. Creat el 2016 sobre la base del partit Causa Justa (en rus: Правое дело), les principals posicions polítiques del partit eren l'economia liberal de lliure mercat, la democràcia i la protecció dels drets de la classe mitjana. El partit va estar liderat per Boris Titov des de la seva fundació i era membre del Front Popular Panrús.
El Partit del Creixement es posicionava com un partit pro-empresarial a favor de les reformes del lliure mercat, la privatització i la protecció dels interessos de la classe mitjana, amb orientació occidental. El partit donava suport a "una aplicació àmplia del principi electiu", que incloïa eleccions directes d'alcaldes i un retorn gradual a les eleccions de governadors regionals. La plataforma del partit demanava més control al poder legislatiu sobre l'executiu, obertura i transparència al govern i llibertat d'informació. En l'economia, el partit donava suport a un model titulat "Capitalisme per a tots", que posava l'accent en el desenvolupament de la demanda interna com el principal requisit previ per a la diversificació econòmica, la modernització i el creixement de la producció nacional. El principal estímul per a l'economia no hauria de ser la mà d'obra barata, sinó els alts nivells d'ingressos.
A les eleccions de la Duma Estatal de 2016, el partit va obtenir un 1,21%, sense trencar la barrera del 5%. Posteriorment, a les eleccions presidencials de 2018 el líder del partit, Boris Titov, va obtenir un 0.76% i la sisena posició de vuit candidats. Finalment, malgrat obtenir un pitjor resultat a les noves eleccions de la Duma Estatal de 2021, amb la meitat dels vots, el 0.53%, obtenen un diputat.
Davant l'operació militar russa a Ucraïna el 2022, el partit es va oposar públicament, assenyalant la pèrdua d'inversió internacional.
Més recentment, al desembre de 2023 el partit va anunciar la intenció d'unificar-se amb Gent Nova, que faria efectiu al congrés conjunt del 19 d'abril de 2024, integrant-se en aquest.

## Resultats electorals

### Eleccions presidencials
| Any  | Candidat    | 1a volta | 1a volta | 2a volta | 2a volta | Resultat |
| Any  | Candidat    | Vots     | %        | Vots     | %        | Resultat |
| ---- | ----------- | -------- | -------- | -------- | -------- | -------- |
| 2018 | Boris Titov | 556,801  | 0.76     | N/D      | N/D      | Derrota  |

### Eleccions legislatives
| Any  | Líder       | Resultats | Resultats | Resultats | Resultats | Pos. | Govern            |
| Any  | Líder       | Vots      | %         | Escons    | +/–       | Pos. | Govern            |
| ---- | ----------- | --------- | --------- | --------- | --------- | ---- | ----------------- |
| 2016 | Boris Titov | 679,030   | 1.31      | 0 / 450   | =         | 9è   | Extraparlamentari |
| 2021 | Boris Titov | 291,483   | 0.64      | 1 / 450   | 1         | 13è  | Oposició          |